# Giro d’Italia 2015
Der 98. Giro d’Italia fand vom 9. bis zum 31. Mai 2015 statt. Das Straßenradrennen wurde als Rundfahrt mit einem Mannschaftszeitfahren von San Lorenzo al Mare nach Sanremo gestartet und endete nach 21 Etappen und 3.486 Kilometer in Mailand. Der Wettbewerb gehörte zur UCI WorldTour 2015.
Es siegte der Spanier Alberto Contador vor dem Italiener Fabio Aru und Mikel Landa aus Spanien. Contador ist damit nach Bernard Hinault der zweite Radrennfahrer, der alle drei Grand Tours mehrmals gewinnen konnte.

## Teilnehmer

### Überblick
| 17 UCI WorldTeams AG2R La Mondiale (ALM) Astana Pro Team (AST) BMC Racing Team (BMC) Etixx-Quick Step (EQS) FDJ (FDJ) IAM Cycling (IAM) | Team Katusha (KAT) Lampre-Merida (LAM) Lotto Soudal (LTS) Movistar Team (MOV) Orica GreenEdge (OGE) Team Sky (SKY) | Team Cannondale-Garmin (TCG) Tinkoff-Saxo (TCS) Trek Factory Racing (TFR) Team Giant-Alpecin (TGA) Team Lotto NL-Jumbo (TLJ) |
| 5 UCI Professional Continental Teams Androni Giocattoli-Sidermec (AND) Bardiani CSF (BAR)                                               | CCC Sprandi Polkowice (CCC) Nippo-Vini Fantini (NIP)                                                               | Southeast (STH) |

Startberechtigt waren die 17 UCI WorldTeams der Saison 2015. Zusätzlich vergab der Veranstalter RCS Sport Wildcards an die fünf UCI Professional Continental Teams Androni Giocattoli, Bardiani CSF, CCC Sprandi Polkowice, Nippo-Vini Fantini und Southeast.
Der Neuseeländer George Bennett wurde von seinem Team Lotto NL-Jumbo entsprechend den Regeln des Mouvement Pour un Cyclisme Crédible freiwillig vom Start zurückgezogen, nachdem eine vor der ersten Etappe durch die Union Cycliste Internationale vorgenommene Gesundheitskontrolle einen zu niedrigen Cortisonspiegel aufwies, was ein Hinweis für eine Krankheit, aber auch auf die Einnahme von Cortison als Dopingmittel sein kann. Das Team startete nur mit acht Fahrern, so dass 197 Fahrer an den Start gingen.

### Favoriten
Der Spanier Alberto Contador war der Topfavorit um den Gesamtsieg. Seine größten Konkurrenten waren der Zweite und Dritte des vorherigen Jahres, Rigoberto Urán und Fabio Aru, dazu kam noch Richie Porte. Vorjahressieger Nairo Quintana und Vincenzo Nibali, der Gewinner der vorjährigen Tour de France, verzichteten auf einen Start.

## Etappenübersicht
| Etappe        | Datum         | Strecke                                       | Typ                 | km   | Etappensieger          | Maglia Rosa            |
| ------------- | ------------- | --------------------------------------------- | ------------------- | ---- | ---------------------- | ---------------------- |
| 1             | Sa, 9. Mai    | San Lorenzo al Mare – Sanremo (MZF)           |                     | 17,6 | Orica GreenEdge        | Simon Gerrans (OGE)    |
| 2             | So, 10. Mai   | Albenga – Genua                               | Flachetappe         | 177  | Elia Viviani (SKY)     | Michael Matthews (OGE) |
| 3             | Mo, 11. Mai   | Rapallo – Sestri Levante                      | Mittelgebirgsetappe | 136  | Michael Matthews (OGE) | Michael Matthews (OGE) |
| 4             | Di, 12. Mai   | Chiavari – La Spezia                          | Mittelgebirgsetappe | 150  | Davide Formolo (TCG)   | Simon Clarke (OGE)     |
| 5             | Mi, 13. Mai   | La Spezia – Abetone                           | Mittelgebirgsetappe | 152  | Jan Polanc (LAM)       | Alberto Contador (TCS) |
| 6             | Do, 14. Mai   | Montecatini Terme – Castiglione della Pescaia | Flachetappe         | 183  | André Greipel (LTS)    | Alberto Contador (TCS) |
| 7             | Fr, 15. Mai   | Grosseto – Fiuggi                             | Flachetappe         | 264  | Diego Ulissi (LAM)     | Alberto Contador (TCS) |
| 8             | Sa, 16. Mai   | Fiuggi – Campitello Matese                    | Hochgebirgsetappe   | 186  | Beñat Intxausti (MOV)  | Alberto Contador (TCS) |
| 9             | So, 17. Mai   | Benevento – San Giorgio del Sannio            | Mittelgebirgsetappe | 215  | Paolo Tiralongo (AST)  | Alberto Contador (TCS) |
| R             | Mo, 18. Mai   | 1. Ruhetag                                    | Ruhetag             |      |                        | Alberto Contador (TCS) |
| 10            | Di, 19. Mai   | Civitanova Marche – Forlì                     | Flachetappe         | 200  | Nicola Boem (BAR)      | Alberto Contador (TCS) |
| 11            | Mi, 20. Mai   | Forlì – Imola (Autodromo Enzo e Dino Ferrari) | Mittelgebirgsetappe | 153  | Ilnur Sakarin (KAT)    | Alberto Contador (TCS) |
| 12            | Do, 21. Mai   | Imola – Vicenza (Monte Berico)                | Mittelgebirgsetappe | 190  | Philippe Gilbert (BMC) | Alberto Contador (TCS) |
| 13            | Fr, 22. Mai   | Montecchio Maggiore – Jesolo                  | Flachetappe         | 147  | Sacha Modolo (LAM)     | Fabio Aru (AST)        |
| 14            | Sa, 23. Mai   | Treviso – Valdobbiadene (EZF)                 |                     | 59,4 | Wassil Kiryjenka (SKY) | Alberto Contador (TCS) |
| 15            | So, 24. Mai   | Marostica – Madonna di Campiglio              | Hochgebirgsetappe   | 165  | Mikel Landa (AST)      | Alberto Contador (TCS) |
| R             | Mo, 25. Mai   | 2. Ruhetag                                    | Ruhetag             |      |                        | Alberto Contador (TCS) |
| 16            | Di, 26. Mai   | Pinzolo – Aprica                              | Hochgebirgsetappe   | 174  | Mikel Landa (AST)      | Alberto Contador (TCS) |
| 17            | Mi, 27. Mai   | Tirano – Lugano                               | Flachetappe         | 134  | Sacha Modolo (LAM)     | Alberto Contador (TCS) |
| 18            | Do, 28. Mai   | Melide – Verbania                             | Mittelgebirgsetappe | 170  | Philippe Gilbert (BMC) | Alberto Contador (TCS) |
| 19            | Fr, 29. Mai   | Gravellona Toce – Cervinia                    | Hochgebirgsetappe   | 236  | Fabio Aru (AST)        | Alberto Contador (TCS) |
| 20            | Sa, 30. Mai   | Saint-Vincent – Sestriere                     | Hochgebirgsetappe   | 199  | Fabio Aru (AST)        | Alberto Contador (TCS) |
| 21            | So, 31. Mai   | Turin – Mailand                               | Flachetappe         | 178  | Iljo Keisse (EQS)      | Alberto Contador (TCS) |
| Gesamtdistanz | Gesamtdistanz | Gesamtdistanz                                 | Gesamtdistanz       | 3486 |                        |                        |

## Anstiege
Insgesamt waren beim Giro d’Italia 39 Anstiege zu bewältigen. Darunter waren zehn Berge der 1. Kategorie, sowie die Cima Coppi (CC):
- Etappe 8: Campitello Matese 13 km, 6,9 %
- Etappe 9: Colle Molella 9,5 km, 6,3 %
- Etappe 15: Passo Daone 8,4 km, 9,2 % – Madonna di Campiglio 15,5 km, 5,9 %
- Etappe 16: Mortirolopass 11,9 km, 10,9 % – Monte Ologno 10,4 km, 9,0 %
- Etappe 19: Saint-Barthélemy 16,5 km, 6,7 % – Col Saint-Pantaléon 16,5 km, 7,2 % – Breuil-Cervinia 19,2 km, 5,0 %
- Etappe 20: Colle delle Finestre (CC) 18,5 km, 9,2 %

## Wertungen im Tourverlauf
Die Tabelle zeigt die Führenden der jeweiligen Wertung nach Abschluss der Etappe an.
| Etappe | Gesamtwertung          | Punktewertung         | Bergwertung             | Nachwuchswertung       | Mannschaftswertungen | Mannschaftswertungen |
| Etappe | Gesamtwertung          | Punktewertung         | Bergwertung             | Nachwuchswertung       | Winning Team         | Super Team           |
| ------ | ---------------------- | --------------------- | ----------------------- | ---------------------- | -------------------- | -------------------- |
| 01.    | Simon Gerrans (OGE)    | nicht vergeben        | nicht vergeben          | Michael Matthews (OGE) | Orica GreenEdge      | Orica GreenEdge      |
| 02.    | Michael Matthews (OGE) | Elia Viviani (SKY)    | Bert-Jan Lindeman (TLJ) | Michael Matthews (OGE) | Orica GreenEdge      | Orica GreenEdge      |
| 03.    | Michael Matthews (OGE) | Elia Viviani (SKY)    | Pawel Kotschetkow (KAT) | Michael Matthews (OGE) | Orica GreenEdge      | Orica GreenEdge      |
| 04.    | Simon Clarke (OGE)     | Elia Viviani (SKY)    | Pawel Kotschetkow (KAT) | Esteban Chaves (OGE)   | Astana Pro Team      | Orica GreenEdge      |
| 05.    | Alberto Contador (TCS) | Elia Viviani (SKY)    | Jan Polanc (LAM)        | Fabio Aru (AST)        | Astana Pro Team      | Orica GreenEdge      |
| 06.    | Alberto Contador (TCS) | André Greipel (LTS)   | Jan Polanc (LAM)        | Fabio Aru (AST)        | Astana Pro Team      | Orica GreenEdge      |
| 07.    | Alberto Contador (TCS) | Elia Viviani (SKY)    | Jan Polanc (LAM)        | Fabio Aru (AST)        | Astana Pro Team      | Orica GreenEdge      |
| 08.    | Alberto Contador (TCS) | Elia Viviani (SKY)    | Beñat Intxausti (MOV)   | Fabio Aru (AST)        | Astana Pro Team      | Orica GreenEdge      |
| 09.    | Alberto Contador (TCS) | Elia Viviani (SKY)    | Simon Geschke (TGA)     | Fabio Aru (AST)        | Astana Pro Team      | Astana Pro Team      |
| 10.    | Alberto Contador (TCS) | Nicola Boem (BAR)     | Simon Geschke (TGA)     | Fabio Aru (AST)        | Astana Pro Team      | Astana Pro Team      |
| 11.    | Alberto Contador (TCS) | Nicola Boem (BAR)     | Beñat Intxausti (MOV)   | Fabio Aru (AST)        | Astana Pro Team      | Astana Pro Team      |
| 12.    | Alberto Contador (TCS) | Nicola Boem (BAR)     | Beñat Intxausti (MOV)   | Fabio Aru (AST)        | Astana Pro Team      | Astana Pro Team      |
| 13.    | Fabio Aru (AST)        | Elia Viviani (SKY)    | Beñat Intxausti (MOV)   | Fabio Aru (AST)        | Astana Pro Team      | Astana Pro Team      |
| 14.    | Alberto Contador (TCS) | Elia Viviani (SKY)    | Beñat Intxausti (MOV)   | Fabio Aru (AST)        | Astana Pro Team      | Astana Pro Team      |
| 15.    | Alberto Contador (TCS) | Elia Viviani (SKY)    | Beñat Intxausti (MOV)   | Fabio Aru (AST)        | Astana Pro Team      | Astana Pro Team      |
| 16.    | Alberto Contador (TCS) | Elia Viviani (SKY)    | Steven Kruijswijk (TLJ) | Fabio Aru (AST)        | Astana Pro Team      | Astana Pro Team      |
| 17.    | Alberto Contador (TCS) | Giacomo Nizzolo (TFR) | Steven Kruijswijk (TLJ) | Fabio Aru (AST)        | Astana Pro Team      | Astana Pro Team      |
| 18.    | Alberto Contador (TCS) | Giacomo Nizzolo (TFR) | Steven Kruijswijk (TLJ) | Fabio Aru (AST)        | Astana Pro Team      | Astana Pro Team      |
| 19.    | Alberto Contador (TCS) | Giacomo Nizzolo (TFR) | Giovanni Visconti (MOV) | Fabio Aru (AST)        | Astana Pro Team      | Astana Pro Team      |
| 20.    | Alberto Contador (TCS) | Giacomo Nizzolo (TFR) | Giovanni Visconti (MOV) | Fabio Aru (AST)        | Astana Pro Team      | Astana Pro Team      |
| 21.    | Alberto Contador (TCS) | Giacomo Nizzolo (TFR) | Giovanni Visconti (MOV) | Fabio Aru (AST)        | Astana Pro Team      | Astana Pro Team      |
| Sieger | Alberto Contador (TCS) | Giacomo Nizzolo (TFR) | Giovanni Visconti (MOV) | Fabio Aru (AST)        | Astana Pro Team      | Astana Pro Team      |